# 노노다케촌
노노다케촌(箟岳村)은 일본 미야기현 도다군 북서부에 있던 촌이다. 현재의 와쿠야정에 해당한다.

## 역사
- 1889년 4월 1일 - 정촌제 시행에 수반해 6촌의 구역으로 노노다케촌이 성립하였다.
- 1955년 7월 15일 - 와쿠야정과 신설합병해, 새로운 와쿠야정이 되었다. 동일 노노다케촌이 폐지되었다.

## 참고문헌
- 『宮城県町村合併誌』（宮城県地方課、1958年）